# Hans-Henning Strehblow
Hans-Henning Strehblow (* 21. September 1939 in Berlin) ist ein deutscher Chemiker.

## Leben
Hans-Henning Strehblow studierte ab 1959 an der FU Berlin, an der er ab 1964 wissenschaftlicher Assistent war und sich 1978 habilitierte. Er war ab 1972 Assistenzprofessor an der FU Berlin, ab 1980 Akademischer Rat und ab 1982 Professor für Physikalische Chemie an der Heinrich-Heine-Universität Düsseldorf. 2005 wurde er emeritiert.
1987/88 war er Gastprofessor an der Johns Hopkins University, 1976/77 Berater bei den Bell Laboratories und mehrfach Gastprofessor an der Universität Paris VI (Pierre et Marie Curie) und der École nationale supérieure de chimie de Paris (ENSC).
Strehblow befasste sich mit Elektrochemie, Korrosion und allgemein physikalischer Chemie der Oberflächen und Grenzflächen und Oberflächenanalyse. Er benutzte experimentelle Verfahren wie Röntgenphotoelektronenspektroskopie (XPS), Ionenstreuspektroskopie (ISS), Rutherford Backscattering Spectrometry (RBS), in situ Rastertunnelmikroskopie (STM) sowie Röntgenabsorptions-Feinstruktur-Spektroskopie (XAFS).

## Ehrungen
- Strehblow ist Fellow der Electrochemical Society.
- Er erhielt den H.H. Uhlig Award der Corrosion Division der Electrochemical Society im Jahre 2012.

## Schriften (Auswahl)
- Elektroden, Elektrodenprozesse und Elektrochemie, in Bergmann-Schaefer Lehrbuch der Experimentalphysik, Band 5, De Gruyter 2006
- Passivity of Metals Studied by Surface Analytical Methods, a Review, Hans-Henning Strehblow, Electrochimica Acta 2012, 2016, S. 630–648, doi:10.1016/j.electacta.2016.06.170.
- Review-Ion Scattering as a Surface Analytical Tool for the Study of Passive Layers, Hans-Henning Strehblow, 2021, J. Electrochem. Soc. 168, 02 15 10, 2021, , doi:10.1149/1945-7111/abdfe2
- Passivity of Metals, Hans-Henning Strehblow, Vicent Maurice, Philippe Marcus, in Corrosion Mechanisms in Theory and Practice, P. Marcus editor, S. 235–327, 94629_C005.
- Mechanisms of Pitting Corrosion, Hans-Henning Strehblow, Philippe Marcus, in Corrosion Mechanisms in Theory and Practice, P. Marcus editor, S. 349–394, 94629_C007.
- Fundamentals of Corrosion (Surface Science and Electrochemical Basis), Hans-Henning Strehblow, Philippe Marcus, in Corrosion Mechanisms in Theory and Practice, P. Marcus editor, S. 1–105, 94629_C001.
- Spectroscopies, Scattering and Diffraction Techniques, H.-H. Strehblow, D. Lützenkirchen-Hecht, in Shreir´s Corrosion, 4th Edition (2010), Band 2, 2.31, S. 1374–1404.
- Synchrotron Methods for Corrosion Research, Dirk Lützenkirchen-Hecht, Hans-Henning Strehblow, in Analytical Methods in Corrosion Science and Engineering, P. Marcus, F. Mansfeld editors, CRC Taylor and Francis, 2006, S. 169–235.
- X-Ray Photoelectron Spectroscopy in Corrosion Research, Hans-Henning Strehblow, Philippe Marcus in Analytical Methods in Corrosion Science and Engineering, P. Marcus, F. Mansfeld editors, CRC Taylor and Francis, 2006, S. 1–37.

## Belege
1. ↑  Geburtsdatum und Karrieredaten Kürschner, Deutscher Gelehrtenkalender 2009

| Personendaten    | Personendaten           |
| ---------------- | ----------------------- |
| NAME             | Strehblow, Hans-Henning |
| KURZBESCHREIBUNG | deutscher Chemiker      |
| GEBURTSDATUM     | 21. September 1939      |
| GEBURTSORT       | Berlin                  |